# Кілімбі
Кілімбі (англ. Kilimbi) — озеро, розташоване на території Руанди, Східна провінція. Неподалік знаходиться містечко Ґашора. Південніше розташоване озеро Ґахарва, північніше — Міраві й Руміра, північно-східніше — Саке, Караба, Рверу, Канзігірі.